# Roemer Visscher

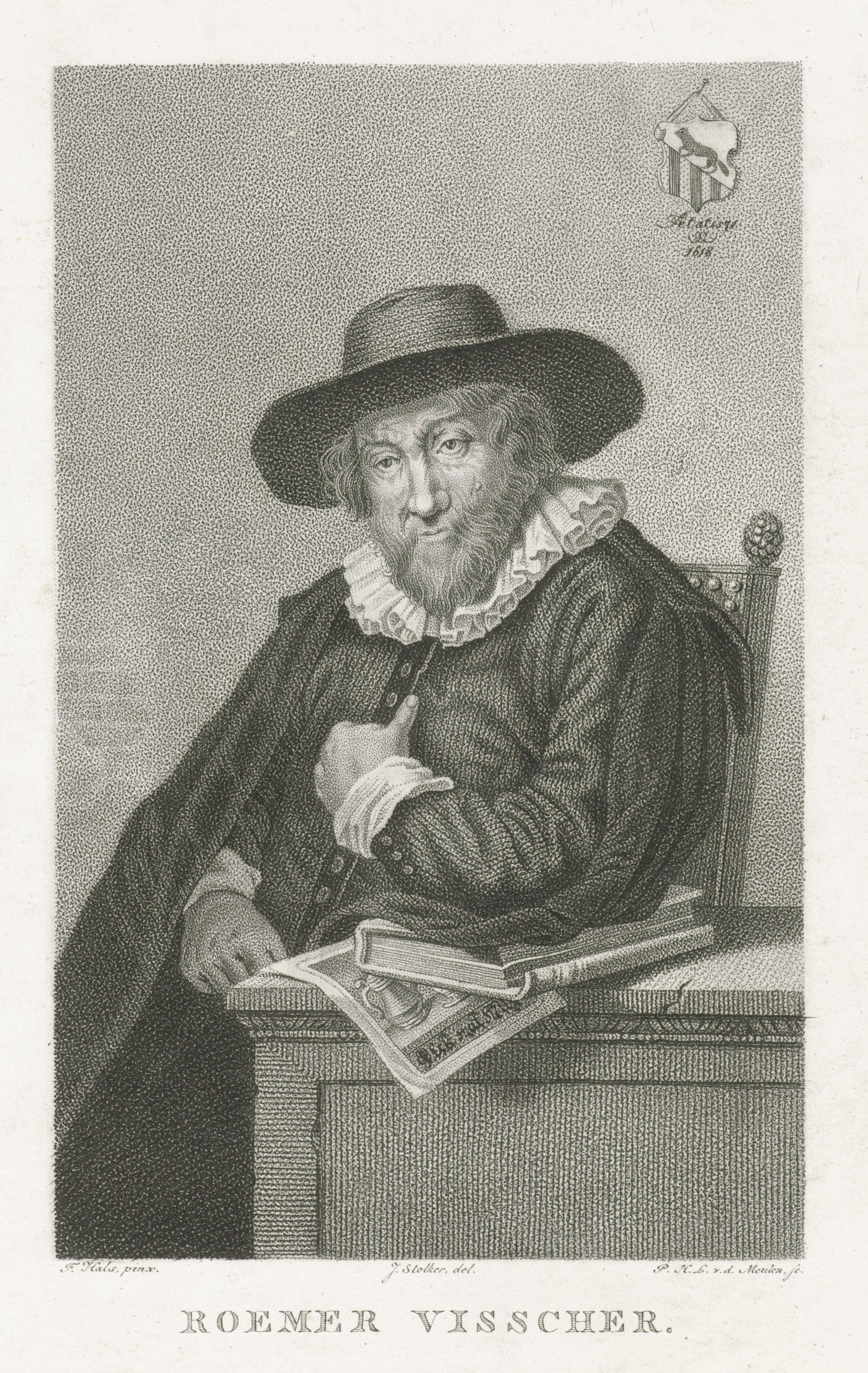
Roemer Visscher im Alter von 71 Jahren

Roemer Visscher (* 1547 in Amsterdam; † 1620 ebenda) war ein holländischer Dichter von Epigrammen, Sonetten, Schwänken und Gedichten. Er lebte als Kaufmann zu Amsterdam und trat erst gegen das Ende seines Lebens mit der Sammlung „Brabbelingh“ (deutsch: Geschwätz) als kunstsinniger Dichter hervor. Seine poetischen Versuche zeichneten sich durch eine sorgfältige Sprache aus, was ihm den Beinamen „holländischer Martial“ einbrachte. Er teilte die Bestrebungen Hendrik Laurenszoon Spiegel für die Reinheit und die Bestimmtheit der niederländischen Schriftsprache.
Von seiner 1614 veröffentlichten Emblemsammlung Sinnepoppen gingen innerhalb der Niederlande deutlich erneuernde Impulse aus. Bis zum Erscheinungsjahr hatte sich Visscher einige Verdienste auf dem literarischen Feld erworben. Als eines der wichtigsten Kammermitglieder der Rederijkers De Eglentier beschäftigte er sich aktiv mit dem Aufbau des Niederländischen als Kultursprache.
Er blieb in den Wirren der Reformationszeit der alten Kirche treu, was ihn aber nicht hinderte, mit den Anhängern der neuen Lehren gut zu stehen. Er machte sein Haus zum Mittelpunkt einer reichen literarisch-künstlerischen Geselligkeit. Joost van den Vondel soll gesagt haben, dass Visschers Türschwelle von Malern, Künstlern, Sängern und Poeten abgetreten wurde, darunter Pieter Hoost, Caspar von Baerle, Jacob Cats und andere; eine nicht geringe Anziehungskraft sollen seine anmutigen und begabten Töchter Anna und Maria ausgeübt haben, welche sich beide gleichfalls als Dichterinnen versuchten. Als Roemer Visscher im Jahr 1620 starb, blieben seine Töchter mit den Poeten, welche sich als junge Männer im Haus ihres Vaters versammelt hatten, in freundschaftlicher Verbindung.